# Клюєв Володимир Григорович
Володимир Григорович Клюєв (нар. 6 серпня 1924, місто Старобільськ, тепер Луганської області — 4 лютого 1998, місто Москва) — радянський державний діяч, 1-й секретар Івановського обласного комітету КПРС, міністр легкої промисловості СРСР. Член ЦК КПРС у 1976—1989 роках. Депутат Верховної Ради СРСР 8—11-го скликань.

## Життєпис
Народився в родині службовця. У 1945—1949 роках — студент Івановського текстильного інституту імені Фрунзе.
Член ВКП(б) з 1949 року.
У 1949 році закінчив Івановський текстильний інститут імені Фрунзе за фахом інженер-технолог з ткацтва.
У 1949—1951 роках — майстер ткацької фабрики імені Крупської в місті Іванові. У 1951—1953 роках — завідувач ткацького виробництва фабрики імені 1 Травня в місті Іванові.
У 1953—1954 роках — завідувач ткацького виробництва Родниковського меланжевого комбінату «Більшовик» Івановської області.
У 1954—1960 роках — парторг ЦК КПРС, секретар партійного комітету Родниковського меланжевого комбінату «Більшовик» Івановської області.
У 1960—1961 роках — директор Тейковського бавовняного комбінату Івановської області.
У 1961—1963 роках — завідувач промислово-транспортного відділу Івановського обласного комітету КПРС.
У 1963—1964 роках — завідувач відділу текстильної промисловості Івановського промислового обласного комітету КПРС.
У 1964—1966 роках — 1-й секретар Івановського міського комітету КПРС.
У 1966 — 21 липня 1972 року — 2-й секретар Івановського обласного комітету КПРС.
21 липня 1972 — 15 липня 1985 року — 1-й секретар Івановського обласного комітету КПРС.
5 липня 1985 — 12 квітня 1989 року — міністр легкої промисловості СРСР.
З квітня 1989 року — персональний пенсіонер союзного значення в Москві.
Помер 4 лютого 1998 року в Москві. Похований в Москві на Троєкуровському кладовищі.

## Нагороди і звання
- три ордени Леніна
- орден Жовтневої Революції
- орден Трудового Червоного Прапора
- медалі